# Agate
Agate – indonezyjski producent gier komputerowych. Studio zostało założone w 2009 roku, a swoją siedzibę ma w Bandungu.
Jest jednym z dwóch największych producentów gier w kraju (drugim z nich jest Altermyth).
Studio powstało z inicjatywy studentów Instytutu Technologii w Bandungu. W ciągu zaledwie dwóch lat działalności wyprodukowało ponad sto gier internetowych, z czego 20% stanowią gry stworzone z myślą o smartfonach. Ich gra Earl Grey and This Rupert Guy (2010) w tydzień od premiery została pobrana przez ponad milion użytkowników.
Portfolio wytwórni obejmuje łącznie ponad 250 gier, przeznaczonych dla różnych platform systemowych. Studio stworzyło takie tytuły jak Valthirian Arc: Hero School Story, Onet Asli czy Football Saga.